# Бургайм
Бурга́йм (фр. Bourgheim) — коммуна на северо-востоке Франции в регионе Гранд-Эст (бывший Эльзас — Шампань — Арденны — Лотарингия), департамент Нижний Рейн, округ Селеста-Эрстен, кантон Оберне.
Площадь коммуны — 2,83 км², население — 474 человека (2006) с тенденцией к росту: 561 человек (2013), плотность населения — 198,2 чел/км².

## Население
Население коммуны в 2011 году составляло 568 человек, в 2012 году — 562 человека, а в 2013-м — 561 человек.
| 1962 | 1968 | 1975 | 1982 | 1990 | 1999 | 2006 | 2008 | 2011 | 2012 | 2013 |
| ---- | ---- | ---- | ---- | ---- | ---- | ---- | ---- | ---- | ---- | ---- |
| 272  | 240  | 246  | 257  | 395  | 409  | 474  | 588  | 568  | 562  | 561  |

Динамика населения:

## Экономика
В 2010 году из 409 человек трудоспособного возраста (от 15 до 64 лет) 325 были экономически активными, 84 — неактивными (показатель активности 79,5 %, в 1999 году — 71,0 %). Из 325 активных трудоспособных жителей работали 291 человек (155 мужчин и 136 женщин), 34 числились безработными (20 мужчин и 14 женщин). Среди 84 трудоспособных неактивных граждан 27 были учениками либо студентами, 36 — пенсионерами, а ещё 21 — были неактивны в силу других причин.

## Достопримечательности (фотогалерея)

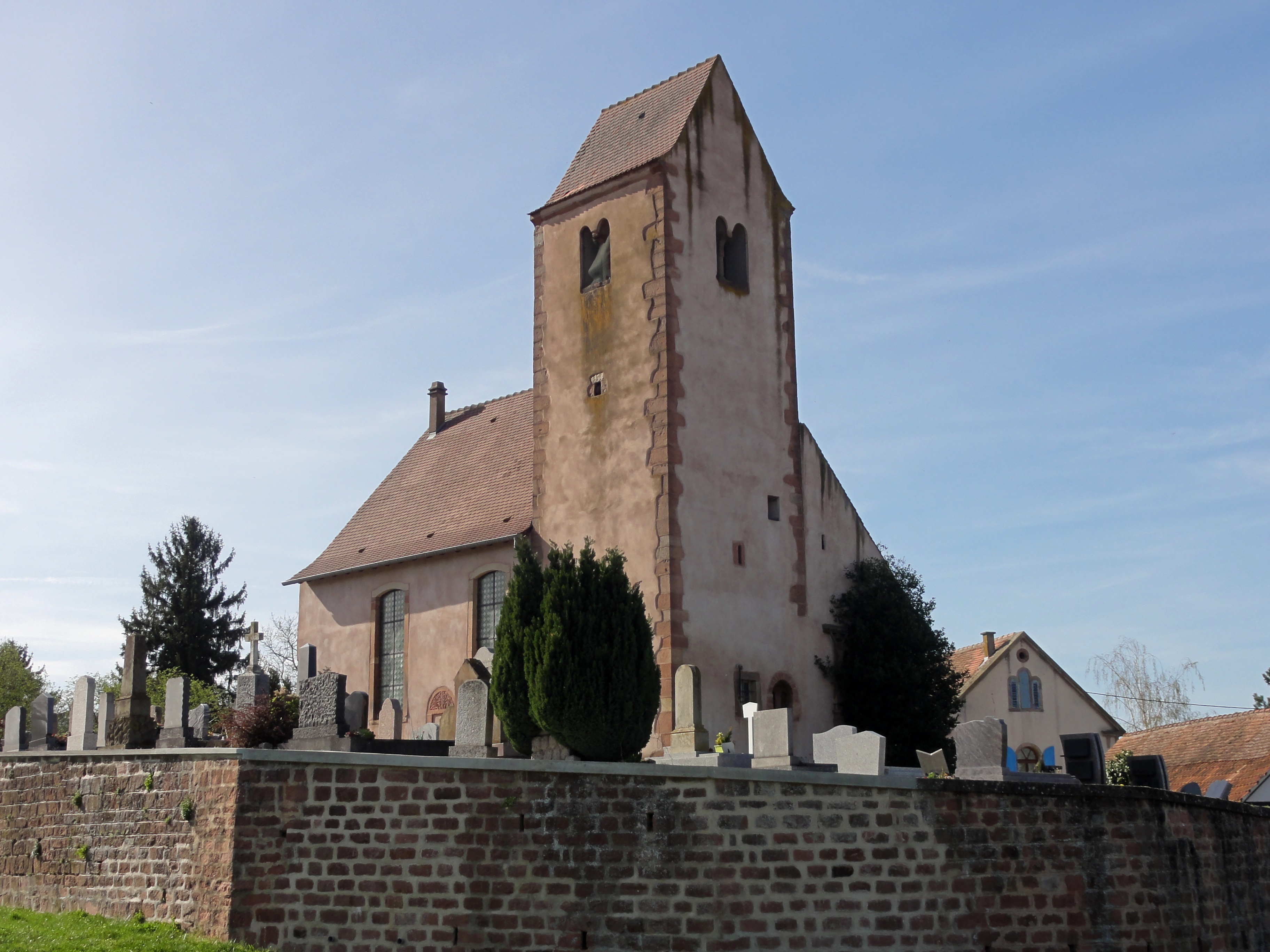
Церковь